# Psilopogon
Genre
Le genre Psilopogon regroupe 30 espèces d'oiseaux nommés barbus appartenant à la famille des Megalaimidae.

## Taxinomie
L'étude phylogénique de Moyle (2004) sur la famille des Megalaimidae montre que le Barbu à collier (Psilopogon pyrolophus) est un taxon frère du Barbu géant (alors Megalaima virens) et ne peut donc être dans un genre différent, car le genre Megalaima ne serait pas monophylétique. Suivant l'avis de Howard and Moore Complete Checklist of the Birds of the World (4e édition, 2014), le Congrès ornithologique international (COI), dans sa classification version 5.2 (2015), fusionne ces deux genres qui sont réunis sous le nom de Psilopogon, qui a la priorité par son ancienneté.

### Liste des espèces
D'après la classification de référence (version 14.1, 2024) du Congrès ornithologique international (ordre phylogénique) :
- Psilopogon pyrolophus – Barbu à collier
- Psilopogon virens – Barbu géant
- Psilopogon lagrandieri – Barbu à ventre rouge
- Psilopogon zeylanicus – Barbu à tête brune
- Psilopogon lineatus – Barbu rayé
- Psilopogon viridis – Barbu vert
- Psilopogon faiostrictus – Barbu grivelé
- Psilopogon corvinus – Barbu corbin
- Psilopogon chrysopogon – Barbu à joues jaunes
- Psilopogon rafflesii – Barbu bigarré
- Psilopogon mystacophanos – Barbu arlequin
- Psilopogon javensis – Barbu de Java
- Psilopogon flavifrons – Barbu à front d'or
- Psilopogon franklinii – Barbu de Franklin
- Psilopogon auricularis – Barbu à gorge d'or
- Psilopogon oorti – Barbu malais
- Psilopogon annamensis – Barbu d'Annam
- Psilopogon faber – Barbu forgeron
- Psilopogon nuchalis – Barbu de Formose
- Psilopogon asiaticus – Barbu à gorge bleue
- Psilopogon chersonesus – Barbu de Kra
- Psilopogon monticola – Barbu montagnard
- Psilopogon incognitus – Barbu de Hume
- Psilopogon henricii – Barbu à sourcils jaunes
- Psilopogon armillaris – Barbu souci-col
- Psilopogon pulcherrimus – Barbu élégant
- Psilopogon australis – Barbu à calotte bleue
- Psilopogon cyanotis – Barbu à oreillons bleus
- Psilopogon duvaucelii – Barbu à oreillons noirs
- Psilopogon eximius – Barbu à gorge noire
- Psilopogon rubricapillus – Barbu à couronne rouge
- Psilopogon malabaricus – Barbu de Malabar
- Psilopogon haemacephalus – Barbu à plastron rouge

Psilopogon malabaricus a été séparé de P. rubricapillus. P. faber et P. nuchalis ont été séparés de Psilopogon oorti, ce qui est contredit par de récentes données moléculaires et les caractéristiques de leur plumage.